# The Possession of Hannah Grace
The Possession of Hannah Grace (i vissa länder känd under titeln Cadaver) är en amerikansk skräck-thrillerfilm från 2018, som hade biopremiär i Sverige och USA den 30 november samma år. Filmen är regisserad av Diederik van Rooijen, efter ett manus av Brian Sieve. I rollerna syns bland andra Shay Mitchell, Kirby Johnson, Stana Katic, Grey Damon och Nick Thune.

## Handling
Filmens handling kretsar kring den före detta polisen Megan Reed, som precis har kommit ut ifrån rehab, när hon en dag tar ett nattskift på ett bårhus. Där bevittnar hon flera bisarra och våldsamma händelser, som leder till ett övernaturligt väsen inuti ett av bårhusets lik.

## Rollista
| Shay Mitchell    | – Megan Reed     |
| Kirby Johnson    | – Hannah Grace   |
| Grey Damon       | – Andrew Kurtz   |
| Stana Katic      | – Lisa Roberts   |
| Louis Herthum    | – Grainger Grace |
| Nick Thune       | – Randy          |
| Jacob Ming-Trent | – Ernie Gainor   |
| Max McNamara     | – Dave           |

## Produktion

### Utveckling
Den 23 mars 2016 tillkännagavs det att Screen Gems hade anlitat Diederik van Roojien att regissera skräckthrillern Cadaver, vars manus hade skrivits av Brian Sieve. Todd Garner och Sean Robins sades även vara producenter för filmen genom produktionsbolaget Broken Road Productions. Filmens ursprungliga titel var Cadaver.

### Rollsättning
Den 6 juni 2016 fick Shay Mitchell huvudrollen som Megan Reed, följt av Stana Katic, Grey Damon, Nick Thune, Jacob Ming-Trent, Max McNamara, Louis Herthum och Kirby Johnson, som blev rollsatta den 28 oktober samma år.

### Inspelning
Inspelningen av filmen påbörjades i Boston i Massachusetts den 8 november 2016, samt skedde även på New England Studios i Devens i Massachusetts .